# Бахрейнско-казахстанские отношения
Бахрейнско-казахстанские отношения — двусторонние отношения между Бахрейном и Казахстаном в политической, экономической и культурной областях.

## Посольства
- Посольство Республики Казахстан в Королевстве Бахрейн действует по совместительству. С сентября 2019 года обязанности Чрезвычайного и Полномочного Посла Республики Казахстан в Бахрейне исполняет Берик Сакбайулы Арын, резидентствующий в Эр-Рияде, Саудовская Аравия. В Бахрейне Казахстан не имеет постоянного дипломатического представительства; интересы страны представлены через посольство в Саудовской Аравии[1].
- Посольство Королевства Бахрейн в Республике Казахстан также действует по совместительству. С декабря 2015 года обязанности Чрезвычайного и Полномочного Посла Королевства Бахрейн в Казахстане исполняет Ибрахим Юсуф аль-Абдулла, резидентствующий в Анкаре, Турция. Бахрейн не имеет постоянного дипломатического представительства в Казахстане; двусторонние связи поддерживаются через посольство в Турции[1].

## Культурно-гуманитарная сфера
Символом тесных связей между народами двух стран стало открытие в сентябре 2021 года средней школы №91 на 1200 мест в Нур-Султане. Строительство школы было осуществлено на средства Гуманитарного фонда Королевства Бахрейн по инициативе Короля Хамада бен Иса Аль Халифы.